# یک، دو، سگک کفش من
یک، دو، سگک کفش من (به انگلیسی: One, Two, Buckle My Shoe) یک رمان جنایی نوشته‌شده در سال ۱۹۴۰ است که هرکول پوآرو به‌عنوان کارآگاه در داستان حضور دارد. این رمان با عنوان جنایت‌های میهن‌پرستانه نیز شناخته میشود.

## خلاصه داستان
جسد دندان‌پزشک پوارو، آقای هنری مورلی در حالی که به نظر می‌رسد دست به خودکشی زده در مطبش پیدا می‌شود.